# فوردویل (داکوتای شمالی)
فوردویل(به انگلیسی: Fordville) شهری در ایالت داکوتای شمالی کشور ایالات متحده آمریکا است که جمعیت آن در سرشماری سال ۲۰۱۰ میلادی، ۲۱۲ نفر بوده‌است.